# Tuffi alla XXIX Universiade - Trampolino 3 metri sincro femminile
Il concorso dei tuffi dal trampolino 3 metri sincro femminile dell'Universiade di Taipei 2017 si è svolto il 24 agosto 2017 all'University of Taipei (Tianmu) Shin-hsin Hall B1 Diving Pool.

## Risultati

### Finale
| Class.  | Atleti                                               | Nazione        | Tuffi | Tuffi | Tuffi | Tuffi | Tuffi | Totale |
| Class.  | Atleti                                               | Nazione        | 1     | 2     | 3     | 4     | 5     | Totale |
| ------- | ---------------------------------------------------- | -------------- | ----- | ----- | ----- | ----- | ----- | ------ |
| Oro     | Arantxa Chávez Melany Hernández                      | Messico        | 47.40 | 42.60 | 66.60 | 68.82 | 64.80 | 290.22 |
| Argento | Kim Na-mi Kim Su-ji                                  | Corea del Sud  | 45.60 | 45.00 | 62.37 | 61.32 | 66.60 | 280.89 |
| Bronzo  | Maria Polyakova Elena Chernykh                       | Russia         | 42.60 | 45.00 | 59.40 | 60.30 | 63.00 | 270.30 |
| 4       | Brooke Christin Schultz Alison Amaris Gibson         | Stati Uniti    | 49.20 | 45.00 | 56.70 | 64.17 | 53.10 | 268.17 |
| 5       | Kim Un-hyang Choe Un-gyong                           | Corea del Nord | 48.00 | 41.40 | 63.00 | 55.44 | 58.32 | 266.16 |
| 6       | Luana Wanderley Moreira Tammy Takagi                 | Brasile        | 47.40 | 46.20 | 56.70 | 57.12 | 57.60 | 265.02 |
| 7       | Anastasija Nedobiha Diana Shelestyuk                 | Ucraina        | 45.60 | 43.20 | 62.10 | 58.50 | 45.00 | 254.40 |
| 8       | Louisa Hannah Stawczynski Saskia Maureen Oettinghaus | Germania       | 46.20 | 43.20 | 53.10 | 57.60 | 53.76 | 253.86 |
| 9       | Haruka Enomoto Hana Kaneto                           | Giappone       | 43.80 | 46.80 | 52.20 | 36.90 | 53.10 | 232.80 |